# Südlicher Schwarzwal

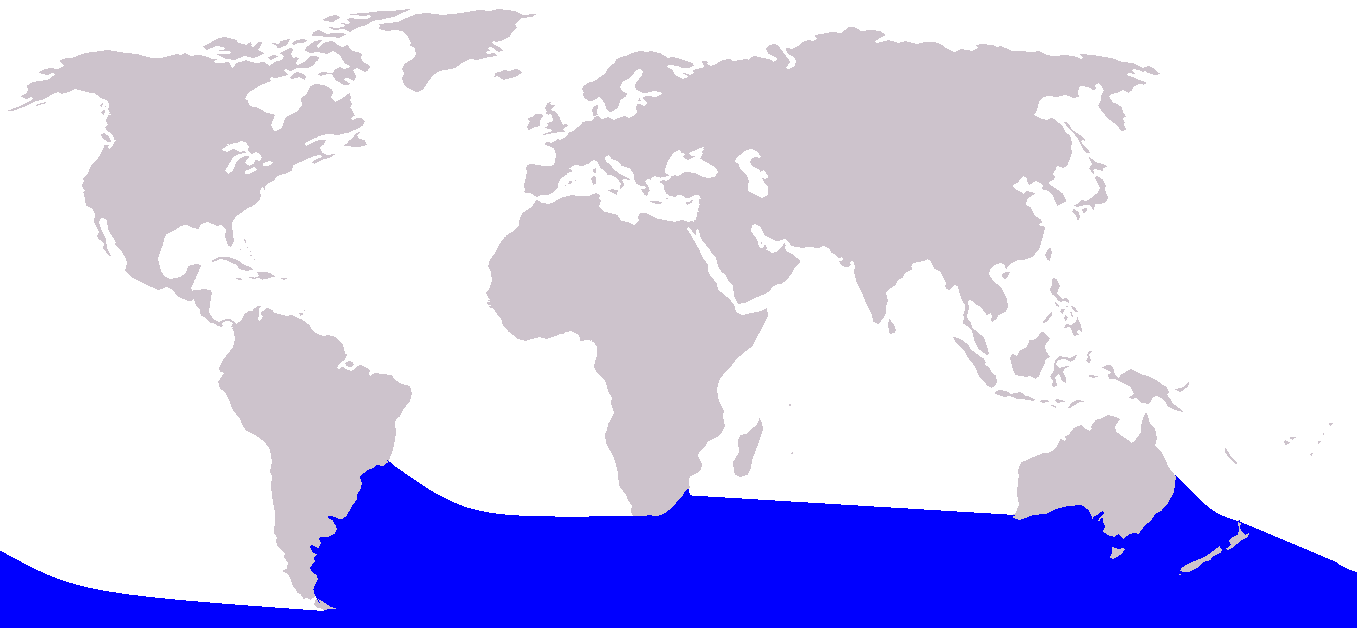
Verbreitungsgebiet des südlichen Schwarzwals

Der Südliche Schwarzwal oder Arnoux-Schnabelwal (Berardius arnuxii) ist eine Walart aus der Familie der Schnabelwale (Ziphiidae).
Er ähnelt sehr stark dem Baird-Wal, sodass beide Arten manchmal als konspezifisch betrachtet werden. Unterschiede bestehen lediglich im Verbreitungsgebiet und in der geringeren Größe des Südlichen Schwarzwals. Im Gegensatz zum Baird-Wal ist diese Art nahezu unerforscht.
Diese Walart lebt zirkumpolar in den Gewässern der Südhalbkugel südlich von 30° südlicher Breite. Tote Tiere wurden in Neuseeland, Südamerika, Südafrika und in Australien an Land gespült. Die meisten Sichtungen sind von der Tasmansee und dem Süd-Pazifik bekannt. Im Sommer finden sie sich in der Nähe des Packeises, um im Winter in wärmere Meere zu wandern.

## Merkmale
Südliche Schwarzwale erreichen eine Länge von acht bis zehn Metern, sie sind durch die gerundete Stirn und die lange Schnauze gekennzeichnet. Bei dieser überragt der Unterkiefer den Oberkiefer und die zwei größeren der vier Zähne sind auch bei geschlossenem Maul sichtbar. Die Tiere sind einheitlich graubraun oder bräunlich gefärbt und haben an der Unterseite unregelmäßige weiße Flecken. bei älteren Männchen wird der Vorderkörper oft weißlich. Bei den Männchen ist die Haut des Rückens mit paarigen Narben bedeckt, die zum Muster der hervorstehenden Unterkieferzähne passen. Wahrscheinlich kämpfen die Tiere miteinander.
Über die Lebensweise dieser Walart ist kaum etwas bekannt. Sie leben vorwiegend auf offener See und gelten als gute, ausdauernde Taucher. Südliche Schwarzwale leben in Schulen von sechs bis zehn, manchmal bis zu 50 Tieren. Ihre Nahrung dürfte vorwiegend aus Tintenfischen und bodenbewohnenden Fischen bestehen.
Im Gegensatz zum Baird-Wal wurde diese Walart nie kommerziell gejagt, deswegen ist sie wahrscheinlich nicht gefährdet. Da sie allerdings scheu sind und meist im offenen Meer leben, sind genaue Angaben nahezu unmöglich. Es gibt auch keine Schätzungen über die Gesamtpopulation.